# Tiny Toon Adventures: Babs' Big Break
Tiny Toon Adventures: Babs' Big Break, eller bara "Tiny Toon Adventures", är ett Game Boy-spel baserat på den tecknade TV-serien Tiny Toon Adventures. Spelet utgavs 1992, och utvecklades av Konami.

### Fotnoter
1. ↑  Kompositörsinformation på Portable Music History